# Крук ефіопський
Крук ефіопський (Corvus crassirostris) — вид горобцеподібних птахів роду Крук (Corvus) родини Воронових (Corvidae).

## Опис
Це птах 64 см в довжину і вагою 1,5 кг в середньому. Має величезний дзьоб, стислий з боків і глибоко вигнутий у профілі, котрий закінчується білим кінчиком. Має дуже коротке пір'я на голові, горлі й шиї, крім того, помітну білу пляму зверху шиї. Горло і верхня частина грудей мають маслянисто-коричневий блиск. Решта забарвлення блискуче-чорне.

## Поширення та умови існування
Країни проживання: Еритрея; Ефіопія; Сомалі; Судан. 
Трапляється на висотах від 1190 до 4240 м. Мешкаєв широкому діапазоні відкритих і частково вкритих деревами просторів, у містечках, селах, сільськогосподарських територіях, краях озер на кам'янистих землях. 

## Спосіб життя
Вид всеїдний, живиться личинками, падлом, залишками м'яса і продуктами харчування людини. При пошуку їжі з гною, було видно, за допомогою явний рух косив розкидати гній і витягувати личинки.
Найчастіше їх бачать поодинці або парами, рідше групами в 3—10 особин. Сезон розмноження з грудня по березень. Гніздиться на деревах і на скелях. Кладе 3—5 яєць.